# Malé Dračie pleso
Malé Dračí pleso ( polsky Mały Smoczy Staw německy Kleiner Drachensee maďarsky Kis Sárkány-tó) je pleso v Zlomískách ( polsky Dolina Złomisk v Dračí dolinke ( polsky Dolinka Smocza na úpatí Kopok. Nachází se v nadmořské výšce 2019,5 m n. m. asi 200 metrů na severovýchod od Dračího plesa ve Vysokých Tatrách. Jeho rozloha je 0,104 ha.  Název plesa je odvozen od blízkého Dračího plesa. 

## Okolí plesa
Pleso na západní straně lemuje Popradský hřeben a na něm Malá Kopka (2339 m n. m.) a Velká Kopka (2354 m n. m.), Na severu je Tažký štít (2500 m n. m.), Vysoká (2547 m n. m.), Na východě Dračí sedlo, Velká Dračí hlava (2254 m n. m.) a na jihovýchodě Zlomisková věž (2132 m n. m.). K plesu nevede turistický chodník. 

## Externí odkazy

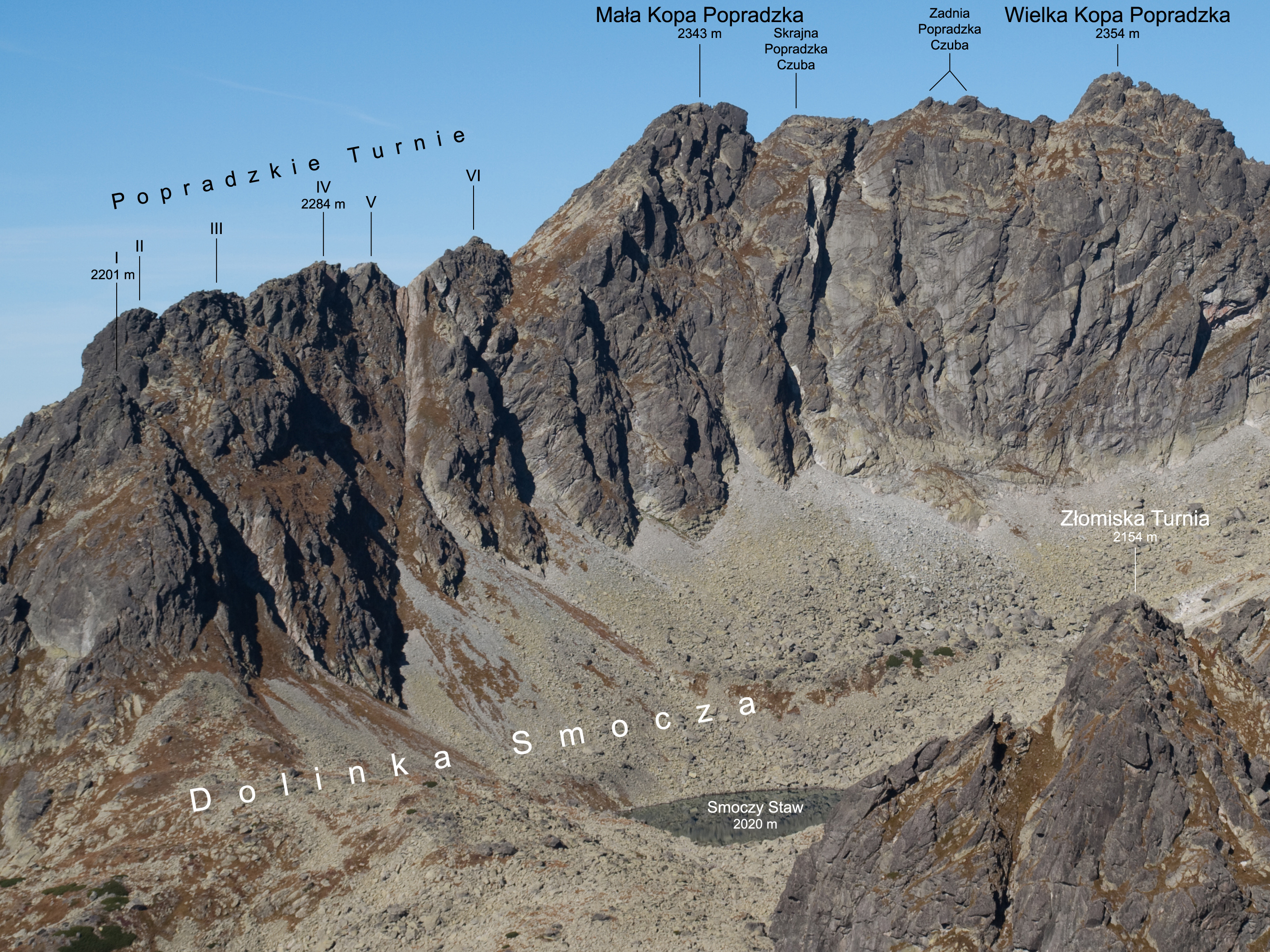
Dračí dolinka s Dračím plesem